# Dresiarze

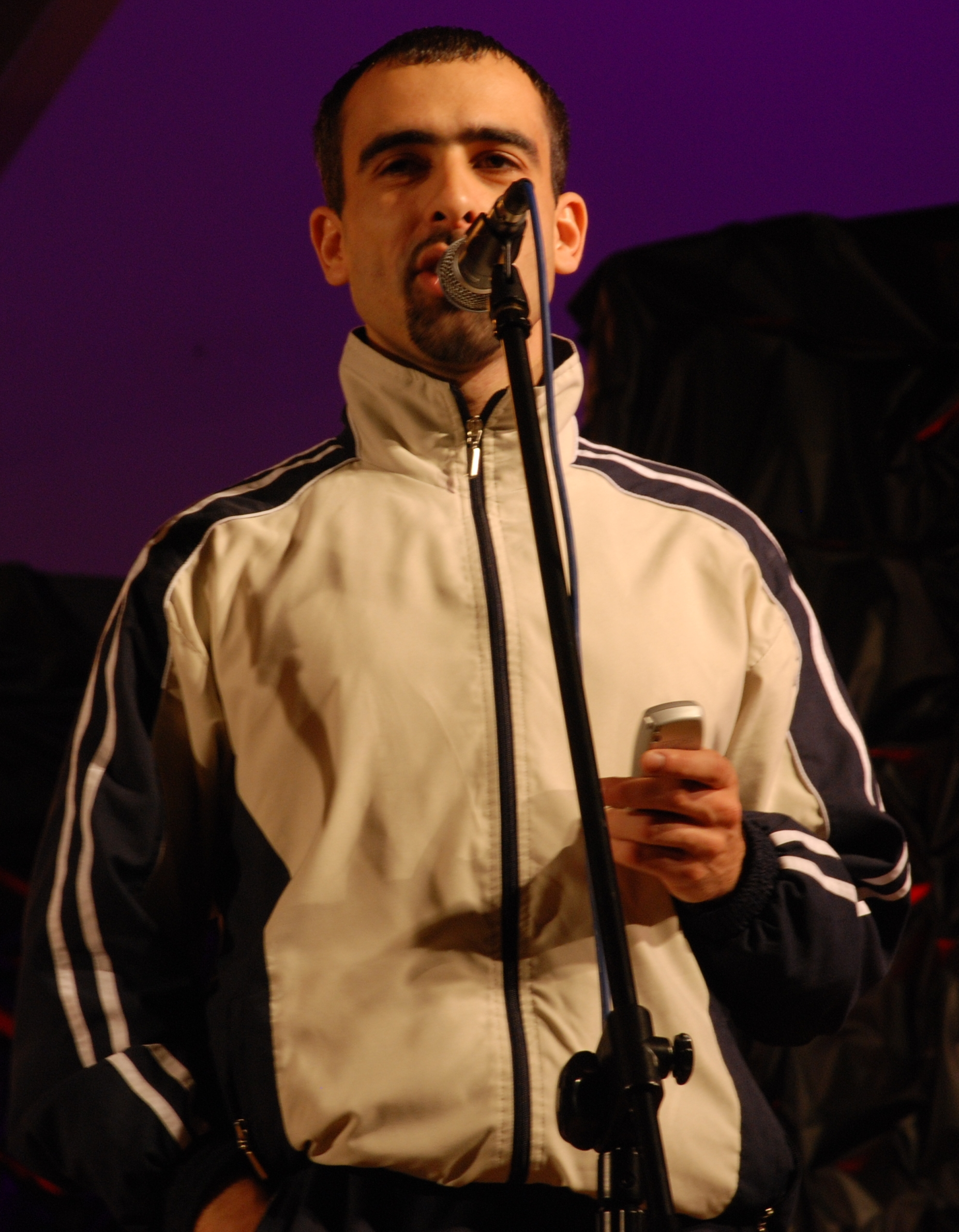
Abelard Giza wcielający się w dresiarza

Dresiarze – subkultura młodzieżowa, która pojawiła się w Polsce w latach 90. XX w. w ramach klasy robotniczej. Termin pochodzi od zwyczaju noszenia na co dzień ubrań sportowych – dresów. Określenie dresiarz jest najczęściej nacechowane negatywnie, stanowi też rodzaj stygmatyzującego stereotypu.

## Charakterystyka
Słowem dresiarze określa się młodych mężczyzn, zamieszkujących osiedla z wielkiej płyty, noszących odzież sportową, spędzających czas „na osiedlu, pod klatką”, i charakteryzujących się gwałtownym zachowaniem, brutalnością, brakiem kultury osobistej i skłonnością do przestępstw. Określenie to ma cechy stereotypu, gdyż sami dresiarze mają niewielkie poczucie wspólnoty w ramach subkultury i rzadko nazywają się tym określeniem. Oprócz dresów (ubrań sportowych) zewnętrznym wyróżnikiem dresiarzy bywa noszony na szyi gruby, złoty albo srebrny łańcuch. W początkowym okresie grupę tę wyróżniało także słuchanie muzyki disco i disco polo. Obecnie wyróżniki te są jednak mniej widoczne, zaś dresiarze słuchają przeważnie rapu i muzyki klubowej.
Dresiarze są grupą, której przypisuje się brak poszanowania zasad i norm współżycia społecznego, objawiający się m.in. używaniem ordynarnego, pełnego wulgaryzmów języka oraz akceptowaniem przemocy i przestępstw dla zaspokojenia własnych potrzeb.
Według socjologów, zaistnienie tej subkultury jest wynikiem polskiej transformacji ustrojowej polegającej na przejściu od komunizmu do kapitalizmu, w ramach której znaczna część klasy robotniczej okazała się "nieużyteczna" w tworzeniu kapitalistycznego społeczeństwa, i została zepchnięta na margines. Zaistnienie subkultury dresiarzy i blokersów (młodzieży mieszkającej i przebywającej na blokowiskach) jest wynikiem takiego właśnie wykluczenia, które przejawia się również w językowym określaniu przedstawicieli klas niższych jako dresiarzy i wynikającej z tego stygmatyzacji. W zaistnieniu etykiety społecznej dresiarza wyraża się przekonanie nowej klasy średniej o bezużyteczności robotników w warunkach nowej rzeczywistości ekonomicznej. W wyobraźni przedstawiciela klasy średniej dresiarz jest niedostosowany do warunków kapitalizmu, stanowi przeszkodę w rozwoju społeczeństwa, jest pozbawiony gustu, anonimowy i niebezpieczny.

## Dresiarze w kulturze
- W 1998 zespół Dezerter wydał płytę Ziemia jest płaska, na której w piosence Od wschodu do zachodu opisuje powstanie subkultury słowami: "Dresy przyszły ze wschodu / Nie z Ameryki i nie z zachodu". Są tam określani jako "Zderzenie Zachodu ze wschodnią mentalnością"[6].
- Polski zespół rockowy Big Cyc sparodiował dresiarską modę i zachowanie w piosence Dres, zamieszczonej na płycie Zmień z nami płeć z 2002 r.[7]
- Najbardziej znaną powieścią przedstawiającą fenomen dresiarzy jest Wojna polsko-ruska pod flagą biało-czerwoną Doroty Masłowskiej, opublikowana w 2002 roku[8][9]. W 2009 r. książka doczekała się ekranizacji. Film Wojna polsko-ruska wyreżyserował Xawery Żuławski, a w roli głównej – dresiarza "Silnego" – wystąpił Borys Szyc.
- W 2003 r. powstał amatorski film Wożonko, opowiadający o zderzeniu świata gangsterów ze światkiem osiedlowych dresiarzy blokersów[10]. Reżyserem filmu jest Abelard Giza.
- Dresiarze są negatywnymi bohaterami komiksu Jeż Jerzy[11].
- Postać dresiarza jest często wykorzystywana w programach polskich kabaretów, m.in. Kabaretu Moralnego Niepokoju, Kabaretu Jurki i Kabaretu Limo.
- DDK RPK opisuje styl dresiarza w utworze Dresowy styl, zamieszczonym na płycie Słowo dla ludzi cz.1.
- W popularnym polskim serialu animowanym dla dorosłych Blok Ekipa głównymi bohaterami są trzej dresiarze z warszawskiej dzielnicy Grochów: Spejson, Wojtas i Walo. Są oni również odwzorowaniem stereotypów dresiarzy.